# いぬのえいが
『いぬのえいが』は、2004年製作、2005年公開の日本映画。犬と人との触れ合いをテーマとした、11の短編からなるオムニバス映画。
2005年11月15日、日本テレビ放送網の2時間ドラマ枠「DRAMA COMPLEX」にて「特別版」と銘打ったテレビ枠編集版が放映された。
続編は2011年1月22日に『犬とあなたの物語 いぬのえいが』として公開。続編についても本稿で併記する。

## 収録話
- 「A Dog's Life」監督：黒田昌郎
- 「うちの子No.1」監督：祢津哲久
- 「CMよ、どこへ行く」監督：黒田秀樹
- 「ポチは待っていた」監督：犬童一心
- 「恋するコロ」監督：佐藤信介
- 「犬語」監督：永井聡
- 「ねぇ、マリモ」監督：真田敦

他 全11話。ポチという名の犬を縦軸に、いくつかの短編を絡ませたリレー方式の構成。

## 登場人物・キャスト
- ポチ(柴犬)
- 山田賢太郎 - 中村獅童
  - コマーシャルプランナー。

「うちの子 No.1」
- おじさん - 佐野史郎
- おばさん - 渡辺えり子
- 若奥さん - 吉川ひなの

「CMよ、どこへ行く」
- 白鳥美咲 - 伊東美咲
- 小野田 - 高橋克実
  - 山田の上司。

- 山村 - 北村総一朗
  - ドッグフード「愛犬モリモリ」を作る会社である「ワンワンファクトリー」の役員。

- 笹松 - モロ師岡
- 林麗子 - 戸田恵子
  - 白鳥美咲のマネージャー。

- ラーメン屋店主 - 村松利史

「ポチは待っていた」(1)
- 山田の同僚 - 広岡由里子
- 散歩のおばあちゃん - 黄田明子
- 看護婦 - 吉田能里子
- 少年時代の山田 - 石坂良磨
- 少女時代の香織 - 菅野莉央
- 香織の母 - 木村多江

「恋するコロ」
- コロの声 - 荒川良々
- 克彦 - 佐藤隆太
- 知美 - 乙葉
- 克彦の母 - 戸村美智子
- 司会者 - 岩ゲント
- おじいさん - 谷津勲

「ポチは待っていた」(2)
- 美春 - 天海祐希
- 正夫 - 川平慈英
- 劇団員1 - 江口のりこ
- 劇団員2 - 深水元基
- ピアノ奏者 - 冷水ひとみ
- 隣人 - 森下能幸

「犬語」
- 丸山健太郎 - 田中要次
  - 犬の鳴き声を翻訳する「バウリンガル」の開発者。

- バウリンガルを試す人 - 三木俊一郎
- 通訳 - 慈菜
- 少年時代の丸山 - 西田欧誼

「ポチは待っていた」(3)
- 患者 - 於保佐代子
- 看護婦・泰代 - 清水美那
- 看護婦・梨香 - 松岡璃奈子
- 運転手 - 大家由祐子

「ポチは待っていた」(4)
- 香織 - 小西真奈美

「ねえ、マリモ」
- 美香 - 宮崎あおい
- 美香の父 - 利重剛
- 美香の母 - 角南範子
- おじいさん - 飯島修司
- 6歳の美香 - 大橋のぞみ
- 8歳・10歳の美香 - 桜井ひかり
- マリモをくれるお姉さん - キタキマユ

## スタッフ
- プロデューサー - 一瀬隆重
- 宣伝プロデューサー - 叶井俊太郎
- コ・プロデューサー - 長松谷太郎、宮田公夫
- 出演犬協力 - 日本ペットモデル協会（MC企画）
- 監督 - 犬童一心、黒田昌郎、祢津哲久、黒田秀樹、佐藤信介、永井聡、真田敦
- 脚本 - 佐藤信介、山田慶太、永井聡
- 音楽 - S.E.N.S.、塩谷哲、coba、萩原隆成、杉山正明、近藤達郎、上田禎
- 主題歌 - arp「キラリ」
- 挿入歌 - michelle「ロケットスピーダー」、川平慈英「TRUE LOVE」（作曲：ゲイリー芦屋）、AMADORI「光 〜大切にするべきはその手〜」
- クレイアニメーション - 浜島達也
- 振付 - 南流石（うちの子No1）、ラッキィ池田（CMよ、どこへ行く）
- キャスティング - 山口正志
- アニメーション製作プロダクション - フリフリカンパニー、タマ・プロダクション
- タイトル - マリンポスト
- 現像 - 東京現像所
- スタジオ - 日活撮影所
- 技術協力 - マックレイ
- 製作 - 「いぬのえいが」製作委員会（エンタテインメントファーム（タカラトミー、インデックス、アドネス）、電通テック、IMJエンタテインメント、あおぞらインベストメント、オズ、角川映画、ザナドゥー、ジェネオンエンタテインメント、日活）

## 関連書籍など
- 小説
竹内清人「いぬのえいが−小説・ポチは待っていた」（角川文庫刊）
- 絵本
山田慶太「ねえ、マリモ」（講談社刊）
- サウンドトラック
「いぬのおんがく inspired from「いぬのえいが」」（BMG JAPAN）
- DVD
通常版、プレミアムエディションの2種類を2005年8月24日に発売。

## 犬とあなたの物語 いぬのえいが
『犬とあなたの物語 いぬのえいが』は、2011年公開のシリーズ第2弾となる日本映画。全6編からなるオムニバス映画。当初の予定では2006年夏に『いぬのえいが2』として公開される予定だったが、改題され2011年1月22日に延期となった。
キャッチコピーは「豪華スタッフ・キャストと愛すべき犬たちが贈る、笑って、泣いて、怒って、共に生きる幸せを積み重ねる、“犬”と“あなた”の物語」。
公開初日の2011年1月22日には続編公開記念としてTBSで前作全編がテレビ放送された。
全国125スクリーンで公開され、2011年1月22,23日初日2日間で興収4,051万1,100円、動員は3万3,493人になり映画観客動員ランキング（興行通信社調べ）で初登場第9位となった。前作動員対比は122％となっている。
2014年12月30日にはTBSの9:00 - 10:45（JST）で放送された（文字多重放送）。

### ストーリー（第2作）
あきら!
オープンカフェでカッコよくキメていた俳優の中尾彬。しかしそのカフェに「あきら」と呼ばれる犬を連れた女性が。犬のあきらを叱り続ける声に思わず反応してしまう中尾彬にある災難が。
愛犬家をたずねて。
愛犬家を取材するテレビ番組『愛犬家をたずねて。』。レポーターは毎度、恐るべき愛犬家に取材する事に。
DOG NAP
誘拐事件が発生。しかし誘拐されたのは犬だった。撤収しようとする部下たちを一喝して犯人逮捕に燃える渡辺警部。一方犯人の方もすっかり人質の犬の可愛らしさに魅せられてしまっていた。
お母さんは心配症
長男の結婚披露宴の席にもかかわらず、美知代は留守番をしている愛犬キスチョコが気になって仕方がなかった。心配のあまりどんどん被害妄想にのめりこんでいくが。
犬の名前
翻訳家の多田一郎は幼い頃の悲しい思い出から犬を飼わないことにしていたものの妻の美里が引越し先のマンションで犬を飼うためにラブラドール・レトリバーのラッキーを連れて来た。一緒に過ごすうちにラッキーとの絆を強めるものの、その矢先に一郎は難病となってしまう。
バニラのかけら
去年の秋に愛犬バニラを亡くした事が未だに忘れられない奈津子。公園でみかけた犬はそのバニラとそっくりで、犬の飼い主の茉奈は奈津子に一緒に散歩に誘う。

### キャスト（第2作）
あきら!
- 中尾彬（俳優） - 中尾彬（本人役）
- カフェの女性（アキラの飼い主） - 天海祐希
- ウェイトレス - 近藤春菜（ハリセンボン）
- ウェイトレス - 箕輪はるか（ハリセンボン）
- アキラ（フレンチ・ブルドッグ） - 石井花

愛犬家をたずねて。
- レポーター - 青木裕子
- 須藤さん - 篠田麻里子
- 須藤さんに似た男性 - 森下能幸
- ビリー（須藤さんの犬） - 菊池メイ
- 梨田さん - 堀内敬子
- 梨田さんの夫 - 朝倉伸二
- キャサリン（梨田さんの犬） - 今田マロン
- 三浦さん - 生瀬勝久
- 三浦さんの娘 - 菅野莉央
- 三浦さんの息子 - 兵頭拓海
- ジョン（三浦さんの犬） - 大川エール
- 鈴木さん - 小倉智昭
- 鈴木さんの愛犬 - 鈴木陽太

DOG NAP
- 渡辺警部 - 内野聖陽
- 柳田真一 - 鶴見辰吾
- 柳田美智子（真一の妻） - 戸田菜穂
- 犯人 - 藤原一裕（ライセンス）
- 犯人 - 藤本敏史（FUJIWARA）
- 犯人 - 原西孝幸（FUJIWARA）
- 柳田の娘 - 岸田海音
- マリ（柳田家のトイ・プードル） - 桜ウェル

お母さんは心配症
- 美知代（祐二の母） - 高畑淳子
- 祐二（新郎） - 大林健二（モンスターエンジン）
- 聡美（新婦） - 鈴木ちなみ
- 祐二の父 - 中村まこと
- 祐二の祖父 - 新井量大
- 祐二の祖母 - 池田道枝
- 祐二の妹 - 近野成美
- 祐二の弟 - 岡山天音
- 司会者 - 阪田マサノブ
- キスチョコ（新郎の実家の犬） - こまめ

犬の名前
- 多田野一郎（翻訳家） - 大森南朋
- 多田野美里（一郎の妻） - 松嶋菜々子
- 保健所の職員 - 斎藤歩
- 医師 - 小須田康人
- ラッキー（ラブラドール・レトリバー） - 安納マム
- 小学生の一郎 - 林遼威
- 一郎の母 - 坂井真紀
- 一郎の父 - 矢柴俊博
- タイ焼き屋 - 諏訪太朗
- ジロー（柴犬） - 石橋ジュリ

バニラのかけら
- 奈津子 - 北乃きい
- 茉奈 - 芦田愛菜
- 奈津子の母 - ちはる
- 茉奈の犬 - 千田のあ

### スタッフ（第2作）
- 監督 - 長崎俊一（「犬の名前」）、石井聡一（「お母さんは心配性」）、江藤尚志（「バニラのかけら」）、川西純（「DOG NAP」）、中西尚人（「愛犬家をたずねて。」 ）、水落豊（「あきら!」）
- プロデューサー - 一瀬隆重
- 脚本 - 太田愛（「犬の名前」）、山田慶太（「お母さんは心配性」）、川西純（「DOG NAP」）
- 音楽 - REMEDIOS、茂野雅道、横山克
- エグゼクティブプロデューサー - 濱名一哉、中尾勇一、小谷靖
- コー・プロデューサー - 宮田公夫、西前俊典
- アソシエイト・プロデューサー - 辻本珠子
- キャスティング - 山口正志
- 出演犬協力 - 日本ペットモデル協会
- 宣伝協力 - 住友生命、GREEN DOG、ル パティシエ タカギ、日本ウエイン、日本ドッグカーニバル実行委員会
- 製作委員会 - オズ、TBS、京楽産業.、Entertainment FARM、アスミック・エース エンタテインメント、CELL、PPM、博報堂DYメディアパートナーズ、IMAGICA、角川書店、TCエンタテインメント
- 製作プロダクション - オズ
- プロダクション協力 - 電通テック、電通クリエーティブX
- 配給 - アスミック・エース

### 主題歌（第2作）
- JUJU「願い」

### 関連書籍など（第2作）
- ノベライズ
十倉和美『犬とあなたの物語 犬の名前』（集英社文庫刊）
- コミカライズ
萩岩睦美『犬とあなたの物語 犬の名前』（集英社『YOU』掲載）
- 写真集
『犬とあなたの物語』（集英社文庫刊）
- DVD
DVD版とBlu-ray版を2011年8月3日に発売。DVD版のみ通常版と豪華版の2種類が用意された。